# Quixaba (Pernambuco)
Quixaba este un oraș în Pernambuco (PB), Brazilia.